# Rakowice (powiat strzeliński)
Rakowice – wieś w Polsce położona w województwie dolnośląskim, w powiecie strzelińskim, w gminie Kondratowice.
Do 2023 r. miejscowość była przysiółkiem wsi Prusy.
W latach 1975–1998 miejscowość administracyjnie należała do województwa wrocławskiego.

## Szlaki turystyczne
Sienice – Kondratowice – Rakowice – Maleszów – Janowiczki – Bednarz – Stachów – Las nad Czerwieńcem – Jakubów – Ciepłowody – Karczowice
Inne miejscowości o nazwie Rakowice: Rakowice, Rakowiec